# Červený Kostelec
Červený Kostelec (Tjekkisk udtale: [ˈtʃɛrvɛniː ˈkostɛlɛts]; tysk: Rothkosteletz) er en by i distriktet Náchod i Hradec Králové-regionen i Tjekkiet. Den har omkring 8.200 indbyggere.

## Inddeling
Landsbyerne Bohdašín, Horní Kostelec, Lhota za Červeným Kostelcem, Mstětín, Olešnice og Stolín er administrative dele af Červený Kostelec.

## Etymologi
Ordet kostelec er afledt af kostel (dvs. "kirke") og betød "befæstet kirke". For at skelne det fra andre kommuner med samme navn blev adjektivet červený (dvs. "rød") tilføjet i 1876, hvilket refererede til den røde perm formation, der blev fundet her, og til farven det lokale vandløb får under oversvømmelser.

## Geografi
Červený Kostelec ligger omkring 8 km nordvest for Náchod og 34 km nordøst for Hradec Králové. Den ligger på grænsen mellem forbjergene til Krkonose/Karkonosze-bjergene og Orlickébjergene. Det højeste punkt er bakken Končinský kopec som er 530 meter over havets overflade.

## Historie
Den første skriftlige omtale af Kostelec er fra 1362. I 1876 blev den forfremmet til en by og ændrede dens navn til Červený Kostelec.

## Kultur
Siden 1952 har byen været vært for Červený Kostelec International Folklore Festival.
Den mest bemærkelsesværdige bygning i byen er kirken Sankt Jakob den Store. Det var oprindeligt en gotisk bygning fra det 14. århundrede, der blev ødelagt af en brand i 1591. Det blev fornyet i 1668 og genopbygget i barokstil i 1744-1754 baseret på planer fra arkitekt Kilian Ignaz Dientzenhofer.